# Le Dossier 51 (film)
Pour le roman, voir Le Dossier 51.
Pour plus de détails, voir Fiche technique et Distribution.
Le Dossier 51 est un film d'espionnage français réalisé par Michel Deville, sorti en 1978. Le scénario est inspiré d'un roman d'espionnage de Gilles Perrault publié en 1969.

## Synopsis
Un service secret étranger, envisage de prendre le contrôle d'un diplomate français (François Marthouret) chef d'un organisme international. Il dissèque les moindres recoins de sa vie privée, jusqu'à découvrir une part cachée qu'il lui révèle. Mais le résultat va dépasser les objectifs du service secret...

## Fiche technique
- Titre : Le Dossier 51
- Réalisation : Michel Deville
- Scénario : Michel Deville et Gilles Perrault, d'après le roman éponyme de ce dernier.
- Photographie : Claude Lecomte
- Musique : Jean Schwartz, Franz Schubert : Sonate Arpeggione en A mineur D821
- Montage : Raymonde Guyot
- Décors : Noëlle Galland
- Production : Philippe Dussart, Éléfilm
- Pays d'origine :  France
- Format : couleur - 35 mm
- Genre : Espionnage
- Durée : 108 minutes
- Date de sortie : 30 août 1978

## Distribution
- François Marthouret : Dominique Auphal/51
- Roger Planchon : Esculape 1
- Patrick Chesnais : Hadès
- Jean Martin : Vénus
- Daniel Mesguich : Esculape 4
- Anna Prucnal : Sarah Robski
- László Szabó : Le contact de Sarah Robski
- Didier Sauvegrain : Pylos
- Uta Taeger : Esculape 2
- Jenny Clève : Agent 747, femme de ménage de 51
- Christophe Malavoy : Agent 8956
- Jean-Michel Dupuis : Agent Hécate 8446
- Claude Marcault : Liliane Auphal/52
- Claire Nadeau : L'amie 9000
- Michel Aumont : Mars (voix)
- Liliane Coutanceau : La secrétaire (voix)
- Jean Mermet : Minerve 2 (voix)
- Sacha Pitoëff : Minerve 1 (voix)
- Nathalie Juvet : Marguerite Marie
- Françoise Lugagne : Mme Auphal, la mère de Dominique
- Sabine Glaser : Paméla
- Isabelle Ganz : l'Allumeuse, fille de 747
- Jean Dautremay : Esculape 3
- Michel Fortin : le pépiniériste
- Françoise Béliard : la secrétaire de 51
- René Bouloc : le chauffeur au Luxembourg
- Hubert Buthion

- Corinne Clève: la fille handicapée de 747
- Gérard Dessalles : un camarade de 51 au régiment
- Liliane Gaudet : Simone
- Marie Matile
- Stephan Meldegg
- Philippe Rouleau : Philippe Lescarre
- Bernard Salvage : l'ecclésiastique
- Peter Semler : le photographe
- Jacques Zabor : l'ami de Sciences Po

## Production
Michel Deville a vu le film refusé sur scénario par de nombreux producteurs français, qui lui ont conseillé d'abandonner le projet. C'est finalement Daniel Toscan du Plantier qui accepte de le produire chez Gaumont, puis de suivre Michel Deville sur ses films suivants.
Selon Gilles Perrault dans les suppléments du DVD édité par Gaumont, plusieurs réalisateurs l'avaient approché pour adapter son roman, parmi lesquels Jacques Deray, Jean-Luc Godard, Yves Boisset et Francesco Rosi.

## Distinctions
- Prix Méliès 1978
- César du meilleur scénario 1979 : Gilles Perrault
- César du meilleur montage 1979 : Raymonde Guyot
- Festival de San Sebastian 1978 : Coquille Argent Réalisateur

## Accueil
Ce film n'a pas attiré le public français : 268 776 entrées en salles (source : JP's Box Office - 11.2021).